# Oblast de Sacalina
O oblast de Sacalina (russo:  Сахали́нская о́бласть, tr. Sakhalínskaia óblast; IPA: [səxɐˈlʲinskəjə ˈobləsʲtʲ]) é uma divisão federal da Federação da Rússia (um oblast) que consiste na ilha de Sacalina e nas ilhas Curilas, no Extremo Oriente Russo.
O oblast tem uma área de 87 100 km². O seu centro administrativo e maior cidade é Iujno-Sakhalinsk. De acordo com o censo populacional de 2010, tinha uma população de 493 973 habitantes. Além de populações de outras partes da antiga União Soviética e da península da Coreia, o oblast alberga populações autóctones de Nivkhs e Ainus, tendo os últimos falantes da sua língua materna desaparecido recentemente em Sacalina.
O oblast de Sacalina é rico em gás natural e petróleo, e é estatisticamente a segunda divisão federal da Rússia mais rica.
Faz fronteira com o krai de Camecháteca a oeste e com a ilha japonesa de Hocaido a sul.

## Demografia
População: 493 973 (censo de 2010);
546 695 (censo de 2002); 709 629 (censo de 1989).
Estatísticas de Natalidade e Mortalidade de 2012:
- Nascimentos: 6 316 (12,8 a cada 1000 habitantes)
- Mortes: 6 814 (13,8 a cada 1000 habitantes)[5]

Taxa total de fertilidade:
2009 - 1,59 | 2010 - 1,56 | 2011 - 1,57 | 2012 - 1,71 | 2013 - 1,81 | 2014 - 1,96 | 2015 - 2,02 | 2016 - 2,16 (e)
Grupos Étnicos:
- Russos: 86,5%
- Russo-coreanos: 5,3%
- Ucranianos: 2,6%
- Tártaros: 1%
- Bielorrussos: 0,6%
- 24 035 pessoas foram registradas em bancos de dados administrativos e não declararam sua etnia. É estimado que a proporção de etnias deste grupo é a mesma que a do grupo declarado.
- Existe também um pequeno grupo de 215 japoneses (0,05%) que moram na ilha desde que a União Soviética ganhou controle desta em 1945.

## História
Os povos nativos de Sacalina são os Nivkhs, os Orokis e os Ainus.
Os primeiros europeus a explorar as ilhas ao redor da ilha de Sacalina foram Ivan Moskvitin e Marteen Gerritz de Vries em meados do séculos XVII, Jean-François de La Pérouse em 1787 e Adam Johann von Krusenstern em 1805.
A ocupação japonesa de Sacalina remonta ao Período Edo. Ōtomari foi supostamente fundada em 1679, e os cartógrafos de Matsumae mapearam a ilha e a nomearam Kita-Ezo. Durantes as dinastias Ming e Qing, a China considerava a ilha como parte de seu império, e incluía os povos de Sacalina no seu "sistema de povos subjugados". Em nenhum momento foi feita nenhuma tentativa de estabelecer uma presença militar imperial na ilha. O Japão, preocupado acerca da expansão russa no nordeste da Ásia, declarou unilateralmente sua soberania sobre a ilha em 1845. Os colonos russos ignoraram essa declaração, e começaram, a partir de 1850, a estabelecer minas de carvão, instalações de administração, escolas, prisões e igrejas na ilha.

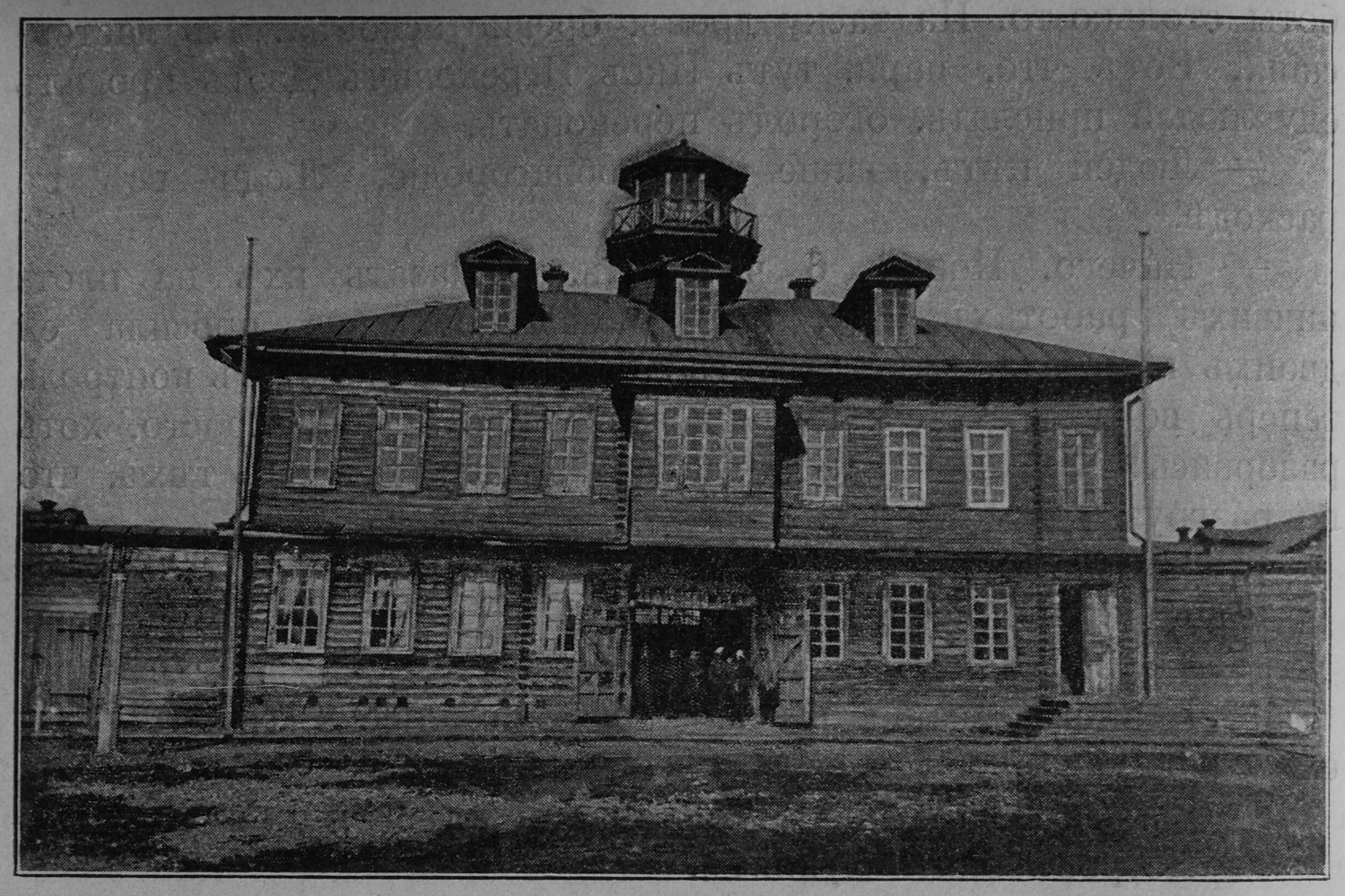
Prisão Alexandrovskaia em Alexandrovsk-Sakhalinski em 1903

Em 1855, a Rússia e o Japão assinaram o Tratado de Shimoda, que declarava que pessoas das duas nacionalidades poderiam habitar a ilha: russos no norte e japoneses no sul, sem uma fronteira clara entre eles. A Rússia também concordou em desativar sua base militar em Ōtomari. Após o fim da Segunda Guerra do Ópio, a Rússia forçou a dinastia Qing a assinar o Tratado de Aigun e a Convenção de Pequim, que declarava que a China perderia todos os seus territórios a norte de Heilongjiang (Amur) e a Leste do Rio Ussuri, incluindo a Sacalina , para a Rússia. Uma colônia penal tsarista foi estabelecida em 1857, mas parte do sul da ilha foi dominada pelos japoneses até 1875, quando com o Tratado de São-Petersburgo eles cederam sua parte à Russia em troca das Ilhas Curilas. Após a Guerra Russo-Japonesa, a Rússia e o Japão assinaram o Tratado de Portsmouth em 1905, que resultou na parte sul da ilha abaixo de 50° N passar a ser posse do Japão; os russos mantiveram os outros três quintos da área da ilha. O sul de Sacalina foi administrado pelo Japão como Karafuto-chō (樺太庁), com a capital Toyohara, hoje conhecida como Iujno-Sakhalinsk.
Após a Revolução Russa e a subsequente Guerra Civil, a parte norte de Sacalina passou a ser governada pela Rússia Soviética como parte da Província do Extremo Oriente. O oblast de Sacalina foi estabelecido em 20 de outubro de 1932 como parte do krai do Extremo Oriente, e se tornou parte do krai de Khabarovsk a partir de sua fundação em 1938.
Em agosto de 1945, A União Soviética tomou controle da totalidade das Ilhas Sacalina e Curilas. O ataque soviético à Sacalina do Sul começou em 11 de agosto de 1945, um mês antes da Rendição do Japão na Segunda Guerra Mundial. O 56.º Corpo de Fuzileiros consistindo na 79.ª Divisão de Fuzileiros, a 2.ª Brigada de Fuzileiros, a 5.ª Brigada de Fuzileiros e a 214.ª Brigada de Tanques atacou a 88.ª Divisão Japonesa. Mesmo com o Exército Vermelho tendo três vezes mais homens, o avanço não foi possível devido à grande resistência japonesa. Foi apenas com a chegada da 113.ª Brigada de Fuzileiros e o 365.º Batalhão Independente de Infantaria Naval de Sovetskaia Gavan a Tōrō, um vilarejo na parte oeste de Sacalina, que os soviéticos quebraram a linha de defesa japonesa. Os soviéticos completaram a conquista de Sacalina em 25 de agosto de 1945, quando ocuparam a capital de Sacalina, conhecida na época como Toyohara. Fontes japonesas indicam que 20 000 civis morreram durante a invasão.

### Pós-guerra

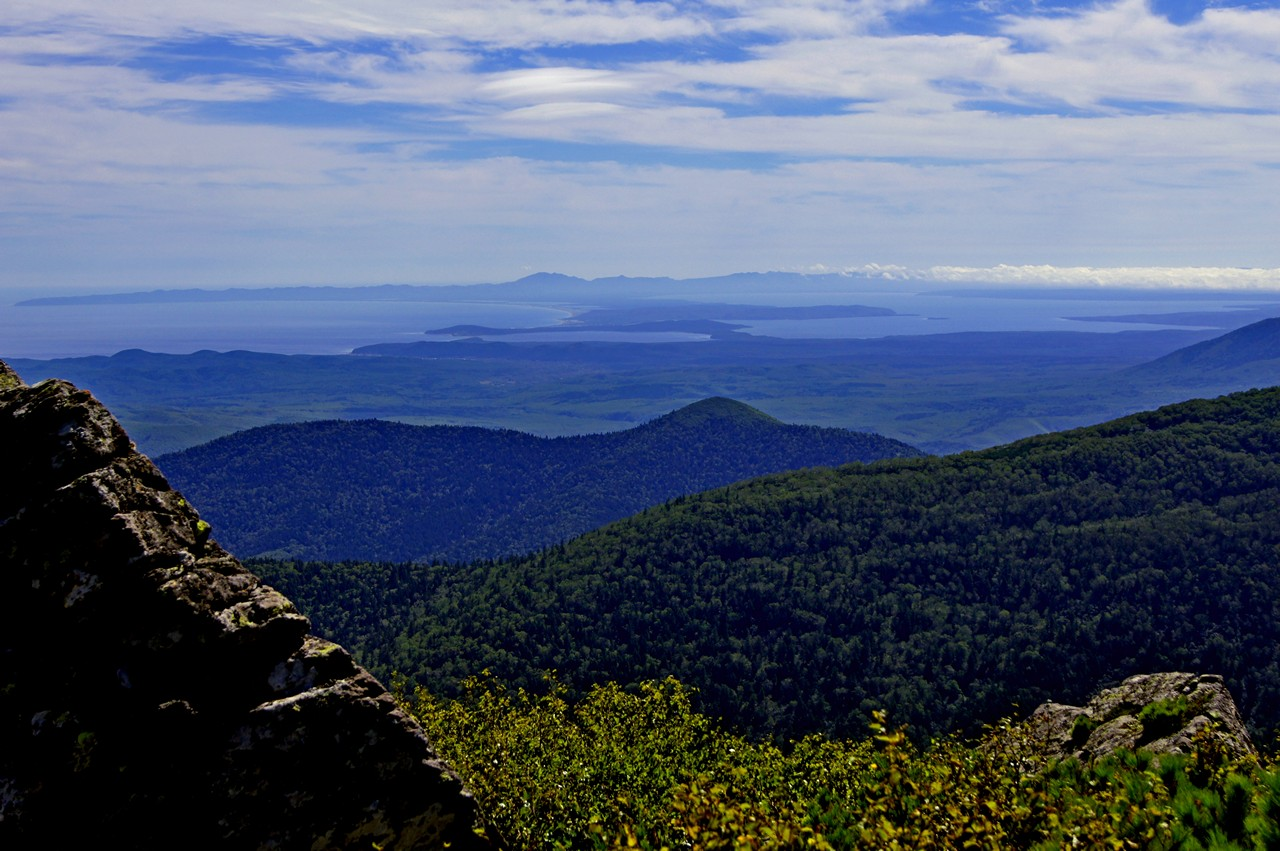
Vista do topo do Monte Tchekhov, Sacalina, Rússia.

As áreas do sul da Sacalina e as Ilhas Curilas dominadas pelos soviéticos foram declaradas como Província da Sacalina do Sul em 2 de fevereiro de 1946. Quase um ano depois, em 2 de janeiro de 1947, a Província da Sacalina do Sul foi extinta e incluída no oblast de Sacalina, formando a fronteira atual (2018). No mesmo dia, o oblast da Sacalina foi excluído do krai de Khabarovsk. Os japoneses que viviam na região foram quase totalmente repatriados para o Japão, mas pelo menos um terço dos coreanos recusaram a repatriação e passaram a ser conhecidos como Coreanos Sacalinos
O estatuto das ilhas Curilas do Sul continua em disputa. A questão continua a ser um grande impasse nas relações diplomáticas russo-japonesas. Até hoje, nenhum tratado de paz foi assinado entre as partes.
O Japão renunciou a suas reivindicações de soberania da parte Sul de Sacalina no Tratado de São Francisco (1951), já havendo abolido a prefeitura de Karafuto no 1.º de junho de 1949. Entretanto, esse tratado não aprova explicitamente a soberania Russa sob a parte Sul de Sacalina. Da perspectiva oficial japonesa, a atribuição de Sacalina ainda não havia sido determinada, e era marcada como terra de ninguém nos mapas japoneses. Mesmo assim, o Japão possui um consulado-geral na capital de Sacalina.
No 1.º de setembro de 1983, os soviéticos derrubaram o Voo 007 da Korean Airlines que carregava 269 ocupantes, incluindo o deputado norte-americano Larry McDonald, na parte oeste da ilha de Sacalina perto da Ilha Moneron.
Em 1995, o Terremoto Neftegorsk de 7.0 Mw sacodiu o antigo assentamento de Neftegorsk com Intensidade Mercalli máxima de IX (Violento). O dano total foi de 64,1-300 milhões de dólares, causando 1 989 mortes e 750 feridos. O assentamento não foi reconstruído.

#### Ainus

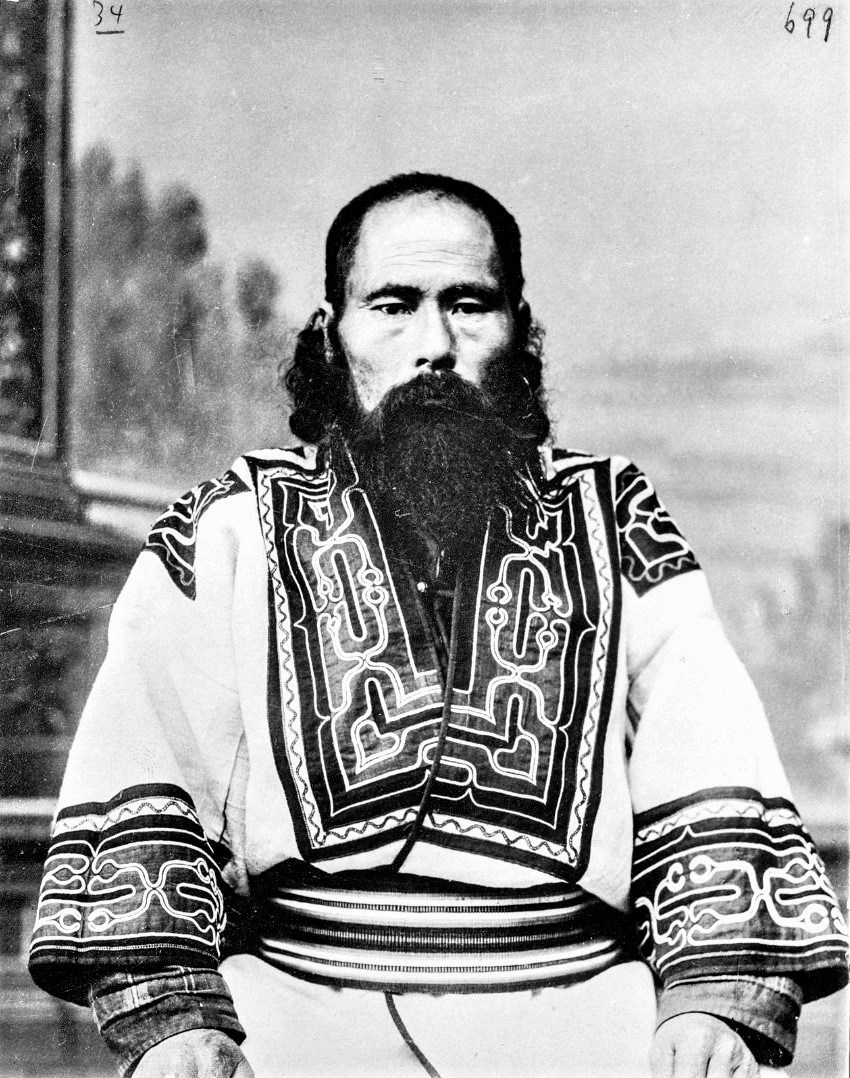
Homem ainu habitante de Sacalina

Até ao censo de 2002, 333 residentes da província ainda se identificavam etnicamente como japoneses. Dados sobre a população ainu não estão disponíveis; os Ainus podem ter sido incluídos na categoria "Outros" ou ter se identificado como japoneses no censo.
A maioria dos 888 japoneses que vivem na Rússia (censo de 2010) são de ascendência japonesa-ainu, mesmo que não se identifiquem assim (ascendência japonesa completa lhes dá direito a acesso sem visto ao Japão).

### População pós-guerra
De acordo com o primeiro censo soviético após a Segunda Guerra Mundial, em 1959, a população do oblast era de 649 405 habitantes. Esse número se reduziu a 615 652 em 1970 e aumentou para 661 778 em 1979, chegando ao seu ápice de 710 242 em 1989. Através desse período, a população russa aumentou em porcentagem de 77,7% em 1959 para 81,6% em 1989. Após o colapso da União Soviética em 1991, a população do oblast declinou consideravelmente. Em comparação com o censo Soviético de 1989, a população, de acordo com o censo de 2002, diminuiu em 163 547 ou 23%, para 546 695. A população em 2010 era de 497 973 habitantes, sendo a menor população já recordada desde a criação do oblast, mesmo tendo diminuído menos que durante a década de 90.

### Petróleo, gás e carvão
Diversas companhias russas, francesas, sul-coreanas, britânicas, canadenses e norte-americanas de petróleo e gás têm explorado a ilha desde metade da década de 1990. Carvão e manganês tem sido minerados na região pelas autoridades soviéticas e russas desde a década de 1920.

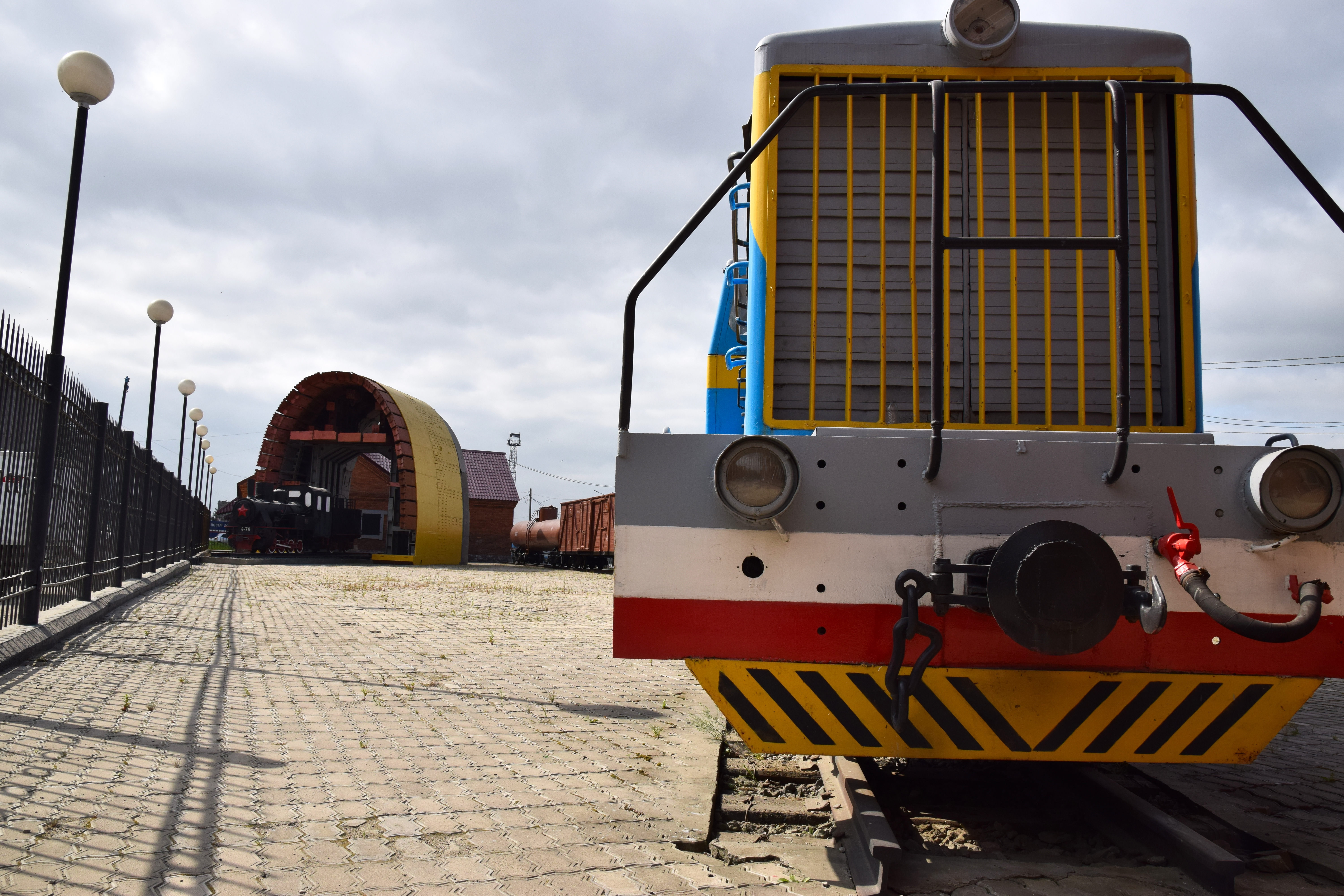
Museu da Ferrovia na ilha de Sacalina

## Turismo
Devido às restrições, a integridade do oblast de Sacalina e suas águas internas e territoriais, com exceção de Iujno-Sakhalinsk, são consideradas áreas fronteiriças, o que significa que a liberdade de movimento de estrangeiros é dramaticamente restrita, e qualquer movimentação fora de Iujno-Sakhalinsk requer registro com o Serviço Federal de Segurança (FSB) e a Guarda de Fronteira. As atividades de mergulho e recreação na costa são permitidas apenas nos lugares definidos pela Guarda de Fronteira.

## Relações de Irmandade
- Hocaido, Japão[12]